# Championnat d'Afrique féminin de basket-ball des moins de 16 ans
Cet article traite de l'épreuve féminine. Pour la compétition féminine, voir Championnat d'Afrique masculin de basket-ball des moins de 16 ans.
Le Championnat d'Afrique féminin de basket-ball des moins de 16 ans est une compétition féminine de basket-ball qui oppose les meilleures sélections nationales d'Afrique des joueuses de moins de 16 ans. Elle est organisée par la FIBA Afrique tous les 2 ans depuis 2009. Le titre de champion d'Afrique se joue donc entre 8 sélections des différentes zones de qualification en Afrique. Les deux équipes finalistes de la compétition se qualifient directement pour la Coupe du monde féminine de basket-ball des moins de 17 ans.

## Palmarès
| Édition | Année | Pays hôte    | Finale   | Finale | Finale   | Petite finale | Petite finale | Petite finale | MVP                |
| Édition | Année | Pays hôte    | Champion | Score  | Deuxième | Troisième     | Score         | Quatrième     | MVP                |
| ------- | ----- | ------------ | -------- | ------ | -------- | ------------- | ------------- | ------------- | ------------------ |
| 1re     | 2009  | Bamako       | Mali     | 78–64  | Égypte   | Angola        |               | Algérie       | Farima Touré       |
| 2e      | 2011  | Alexandrie   | Mali (2) | 66–54  | Égypte   | Angola        | 59–55         | Tunisie       | Soraya Degheidy    |
| 3e      | 2013  | Maputo       | Mali (3) | 62–61  | Égypte   | Mozambique    | 50–46         | Tunisie       | Neidy Ocuane       |
| 4e      | 2015  | Antananarivo | Mali (4) | 57–46  | Nigeria  | Angola        | 52–48         | Mozambique    | Rokia Doumbia      |
| 5e      | 2017  | Beira        | Mali (5) | 68–29  | Angola   | Égypte        | 56–38         | Mozambique    | Aissetou Coulibaly |
| 6e      | 2019  | Kigali       | Mali (6) | 84–48  | Égypte   | Angola        | 67–59         | Mozambique    | Mariam Coulibaly   |
| 7e      | 2021  | Le Caire     | Mali (7) | 68–65  | Égypte   | Algérie       | 53–51         | Ouganda       | Rokiatou Berthe    |
| 8e      | 2023  | Monastir     | Mali (8) | 57–56  | Égypte   | Angola        | 50–43         | Tunisie       | Assitan Diarisso   |

## Médailles par pays
Tableau actualisé après le championnat 2023.
| Rang | Nation     | Or | Argent | Bronze | Total |
| ---- | ---------- | -- | ------ | ------ | ----- |
| 1    | Mali       | 8  | 0      | 0      | 8     |
| 2    | Égypte     | 0  | 6      | 1      | 7     |
| 3    | Angola     | 0  | 1      | 5      | 6     |
| 4    | Nigeria    | 0  | 1      | 0      | 1     |
| 5    | Algérie    | 0  | 0      | 1      | 1     |
| 5    | Mozambique | 0  | 0      | 1      | 1     |

## Détail par pays
| Équipe        | 2009 | 2011 | 2013 | 2015 | 2017 | 2019 | 2021 | 2023 | Total |
| ------------- | ---- | ---- | ---- | ---- | ---- | ---- | ---- | ---- | ----- |
| Algérie       | 4e   | 5e   |      |      |      |      | 3e   |      | 3     |
| Angola        | 3e   | 3e   | 5e   | 3e   | 2e   | 3e   |      | 3e   | 7     |
| Botswana      |      |      | 8e   |      |      |      |      |      | 1     |
| Côte d'Ivoire |      |      | 6e   |      |      |      |      |      | 1     |
| Égypte        | 2e   | 2e   | 2e   | 7e   | 3e   | 2e   | 2e   | 2e   | 8     |
| Gabon         |      |      | 7e   |      |      |      | 6e   |      | 2     |
| Guinée        |      |      |      |      |      |      |      | 8e   | 1     |
| Madagascar    |      |      |      | 5e   |      |      |      |      | 1     |
| Mali          | 1er  | 1er  | 1er  | 1er  | 1er  | 1er  | 1er  | 1er  | 8     |
| Maroc         |      |      |      | 8e   |      |      |      | 5e   | 2     |
| Mozambique    |      | 6e   | 3e   | 4e   | 4e   | 4e   |      |      | 5     |
| Nigeria       |      |      |      | 2e   |      |      |      |      | 1     |
| Ouganda       |      |      |      |      |      | 5e   | 4e   | 6e   | 3     |
| Rwanda        |      |      |      | 9e   |      | 6e   |      | 7e   | 3     |
| Sénégal       | 5e   |      |      |      |      |      |      |      | 1     |
| Tanzanie      |      |      |      |      |      | 7e   |      |      | 1     |
| Tchad         |      |      |      |      |      |      | 5e   |      | 1     |
| Tunisie       |      | 4e   | 4e   | 6e   |      |      |      | 4e   | 4     |
| Zimbabwe      |      |      |      |      | 5e   |      |      |      | 1     |
| Total         | 5    | 6    | 8    | 9    | 5    | 7    | 6    | 8    |       |

Légende : en gras le pays organisateur.